# Arora
Arora es un navegador de código abierto basado en Qt 4 y WebKit como motor de renderizado, el cual también es el corazón de los navegadores Google Chrome y Safari.  A diferencia de este último, Arora es multiplataforma, capaz de correr en sistemas como: Windows, Linux, Mac OSX, FreeBSD, Genode y cualquier otra plataforma que soporte el la biblioteca Qt, esto quiere decir que también es compatible con sistemas embebidos o dispositivos móviles.
Originalmente este navegador fue escrito para Trolltech por Benjamin C Meyer (icefox), un desarrollador de Qt, y fue incluido en Qt 4.4 como Qt Demo Browser, demostrando las capacidades de la nueva integración entre Qt y WebKit.  Posteriormente, Meyer continuó trabajando en este código por su cuenta bajo el nombre de Arora, como un proyecto independiente de Qt.
Arora es un navegador bastante ligero y, al menos en Linux, es notable la diferencia con Firefox, especialmente en el arranque. Uno de los objetivos de sus desarrolladores es no convertirse en “otro Mozilla”, manteniendo un núcleo pequeño y haciendo que todas las funcionalidades prescindibles se implementen por medio de extensiones.
La integración con el sistema es un aspecto destacable gracias a las bibliotecas Qt, que le confieren el aspecto de una aplicación nativa en cada sistema.